# Autorretrato (Marisa Mori, 1929)
Autorretrato é uma pintura da artista Marisa Mori conservada na prestigiosa Galeria dos Autorretratos da Galeria Uffizi, em Florença.

## Descrição e Análise
Nascida em Florença em 1900, aos vinte e cinco anos foi admitida na extraordinária forja de talentos predominantemente femininos que era a escola Felice Casorati, em Turim. Ali, ela treinou ao lado do mestre e do grupo de alunas promissoras, de Jessie Boswell a Daphne Maugham, de Nella Marchesini a Lalla Romano. Este autorretrato de 1929 é uma obra que sintetiza com precisão o espírito da formação da artista na escola de Casorati, marcada por rigor formal, contenção expressiva e uma atmosfera quase ascética.
O fundo é plano e silencioso, sem qualquer elemento narrativo ou decorativo — o que intensifica a presença da figura, isolada no espaço pictórico.
A pincelada é uniforme e controlada, sem gestos visíveis, o que contribui para o efeito de imobilidade quase clássica. Não há idealização da beleza, nem concessões à vaidade: o autorretrato é antes uma afirmação da identidade profissional da pintora. A ausência de adereços femininos ou detalhes suavizadores reforça uma imagem de disciplina e propósito — quase uma “declaração de ofício”.
Essa obra antecipa, de certo modo, as tensões que marcariam a carreira de Marisa Mori: entre a contenção clássica e o impulso à experimentação que a levaria ao futurismo. É um autorretrato silencioso, mas carregado de intenção, onde a sobriedade se torna afirmação.